# 小林晃子
小林 晃子（こばやし あきこ、1979年6月9日 - ）は、日本の女性声優。スペースクラフト・エージェンシー所属。神奈川県出身。

## 人物
南青山少女歌劇団5期生卒。

## 出演
太字はメインキャラクター。

### テレビアニメ
2001年
- おとぎストーリー 天使のしっぽ（タヌキのミドリ）
- パラッパラッパー（2001年 - 2002年、ポーラ）
- 名探偵コナン（女の子B）

2002年
- 真・女神転生Dチルドレン ライト&ダーク（イシトク）
- デジモンフロンティア（ニャロモン）
- プラトニックチェーン（ミキ）
- 満月をさがして（鷺宮久美）

2003年
- 天使のしっぽ Chu!（タヌキのミドリ）

2004年
- Get Ride! アムドライバー（ジュネ・ブルーム、ミゲル・バド）
- マシュマロ通信（2004年 - 2005年、バジル、スペースボーイ）
- レジェンズ 甦る竜王伝説（コンラッド博士〈ケットシー〉）

2005年
- おねがいマイメロディ（黒猫のニャンミ）
- 銀牙伝説WEED（メル）
- 絶対少年（谷川希紗）
- 魔豆奇伝パンダリアン（ディディ、ビンゴ）

2006年
- いぬかみっ!（てんそう）
- おとぎ銃士 赤ずきん（2006年 - 2007年、ランダージョ）
- おねがいマイメロディ 〜くるくるシャッフル!〜（黒猫のニャンミ）
- ギャラクシーエンジェる〜ん（ミモレット）
- しにがみのバラッド。（モモ）
- まもって!ロリポップ（ズラ）
- らぶドル 〜Lovely Idol〜（浅見ひびき）

2007年
- おねがいマイメロディ すっきり♪（黒猫のニャンミ）

2009年
- クッキンアイドル アイ!マイ!まいん!（ミサンガ）
- ジュエルペット（アオジソ）

2016年
- なめこ〜せかいのともだち〜（ペンギンなめこ）

### 劇場アニメ
- いぬかみっ! THE MOVIE 特命霊的捜査官・仮名史郎っ!（2007年、てんそう）

### OVA
- おとぎ銃士 赤ずきん（2005年、ランダージョ）
- カクレンボ（2005年、スク）

### ゲーム
- おとぎストーリー 天使のしっぽ（2003年、タヌキのミドリ）
- らぶドル 〜Lovely Idol〜（2005年、浅見ひびき）
- GALAXY ANGEL II 絶対領域の扉（2006年、ミモレット）
- GALAXY ANGEL II 無限回廊の鍵（2007年、ミモレット）
- GALAXY ANGEL II 永劫回帰の刻（2009年、ミモレット）

### ラジオ
※はインターネット配信。
- 天使のしっぽ ホームパーティー
- 三石琴乃◎エーベルナイツII（1999年 - 2001年、文化放送）
- ラジオどっとあい 小林晃子のいっぱいいっぱいミレニアム（2000年、BBQR※）
- 三石琴乃◎エーベルナイツ2006（2006年、文化放送）
- 小林晃子&清水愛のしにがみ通信（2006年、インターネットラジオ※）

### CD
- おとぎ銃士 赤ずきん ドラマ&サウンドトラックアルバム 第1章（ランダージョ）
- おとぎ銃士 赤ずきん ドラマ&サウンドトラックアルバム 第3章（ランダージョ）
- 天使のしっぽ キャラクターソング & オリジナルサウンドトラック 天使のうたごえ (P.E.T.S.)
- 天使のしっぽ ドラマCD（タヌキのミドリ）
- 天使のしっぽ ベストヴォーカルプラス 天使といつまでも。（タヌキのミドリ）
- 天使のしっぽ ラジオ体操〜ココロ体操 第一（守護天使・小学生チーム）
- 天使のしっぽ One Drop （P.E.T.S.）
- 天使のピクニック ようこそおとぎの世界へ （P.E.T.S.）
- ドリームパワー〜翼なき者たちへ 文化放送2000年記念曲マキシシングル（A・G・A・S）
- 棺担ぎのクロ。〜懐中旅話〜 ドラマCD（マウル）
- 姫騎士物語 -Princess Blue- 初回特典付録CD（エリス・ベリエス）

### その他コンテンツ
- LIVE! LOVE! EVE! - BS-i